# Edward Douglass White
Edward D. White (3. listopadu 1845, Lafourche Parish, Louisiana – 19. května 1921, Washington, D.C.) byl americký právník, voják a předseda Nejvyššího soudu USA.

## Život
Za občanské války bojoval na straně Konfederace. Roku 1868 si otevřel advokátní praxi v New Orleans, ve 33 letech se stal soudcem Nejvyššího soudu státu Louisiana.
V roce 1889 se dostal do Senátu USA. Roku 1894 jmenován soudcem Nejvyššího soudu USA a jeho předsedou byl potvrzen 12. prosince 1910. Byl druhým katolíkem v této funkci.
Do jeho rukou složili přísahu tito prezidenti USA:
- 4. března 1913 – Woodrow Wilson
- 4. března 1917 (soukromě) – Woodrow Wilson
- 5. března 1917 (veřejně) – Woodrow Wilson
- 4. března 1921 – Warren G. Harding